# آزادراه ام۵۴

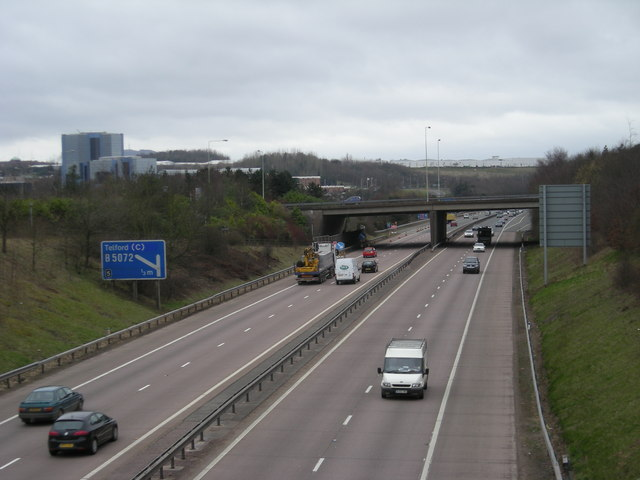
آزادراه ام۵۴

آزادراه ام۵۴ (به انگلیسی: M54 motorway) یک آزادراه در کشور انگلستان است.
این آزادراه که از شهر اسینگتون شروع میشود، ۳۷ کیلومتر (۲۳ مایل) مسافت دارد و از شهرهای مهمی مانند ولورهمپتون، تلفورد و شروزبری عبور میکند.